# Цаплино (Московская область)
Цаплино — деревня в Орехово-Зуевском муниципальном районе Московской области, в составе сельского поселения Ильинское. Входит (и всегда входило) в культурно-историческую местность Гуслицы. Население — 168 чел. (2010).

## Расположение
Деревня Цаплино расположена в юго-западной части Орехово-Зуевского района, примерно в 33 км к югу от города Орехово-Зуево. По северной окраине деревни протекает река Силенка, по южной — Гуслица. Высота над уровнем моря 116 м. Со всех сторон деревню окружают речки. Со стороны Ильинского Погоста вдоль деревни протекает Гуслица. Совсем близко к деревне в Гуслицу впадают Десна и Шувойка. С другой стороны протекают Боренка и Силенка.

## Название
Название возникло от мужского имени-прозвища Чапля и первоначально писалось «Чаплино». Известно также, что первое упоминание о деревне встречается в писцовой книге 1631 года. В ней о деревне пишется: «пустошь Чаплина — Доброва на речке Гуслице…» То есть раньше деревня называлась Доброва, а уже затем Чаплина.
На карте 15—16 вв. деревня называется Чаплино, а на карте 40-х годов 20 века — Цаплина. Часть деревни ближе к Слободищам называют Слободкой, середину деревни от протоки, где раньше протекала Силенка, называют Середкой, третью часть по дороге к Абрамовке — Сеньгой.
С названием деревни связана народная легенда о том, что Петр I охотился в этих краях на цаплей, и в честь этого деревню назвали Цаплино. Однако никаких документов, подтверждающих эту историю, исследователям обнаружить не удалось. К тому же название Чаплино существовало задолго до Петра I.

## История
Большую часть своего существования Гуслицы находились в великокняжеском владении, а затем стали дворцовой волостью. Тем не менее, территория не раз в своей истории меняла владельца. От Дмитрия Донского (1359—1389 гг.) Гуслицы перешли его сыну Петру, а затем (со смертью Петра) опять вернулись в великокняжеское владение. После смерти царя Ивана III часть Замосковских земель (куда входили и Гуслицы) была передана его сыну Андрею (по завещанию Ивана III от 1504 г.). Андрей, в свою очередь, оставил в наследство своему сыну Владимиру Старицкому удел и сельцо Богородское, к которому была приписана деревня Цаплино. Князь Александр Даниилович Меньшиков получил вотчину Гуслицу (вместе с деревней Цаплино) в награду от Петра I после победы над шведами в 1710 году в ходе Северной войны. Однако эти земли были отняты у князя Екатериной I в 1727 году, а сам князь был сослан на Урал. После князя А. Д. Меньшикова владельцем территории Гуслиц стал генерал — поручик Степан Васильевич Лопухин, получив волость по милости Петра II. При Елизавете Петровне обвинённые в 1743 году в государственном преступлении и сосланные в Сибирь Лопухины потеряли право владения Гуслицкими землями. Впоследствии часть Гуслиц, в которую входили Цаплино и ряд окружающих деревень, были переданы помещикам Мусиным-Пушкиным. С образованием уездов Цаплино наряду с большинством селений стало частью Богородского уезда, а затем, с отменой крепостного права, вошла в состав Беззубовской волости. В 1922 году Беззубовская волость вошла в состав Ильинской волости, которая стала частью Егорьевского уезда.
В 1926 году деревня входила в Ильинский сельсовет Ильинской волости Егорьевского уезда Московской губернии.
До 2006 года Цаплино входило в состав Ильинского сельского округа Орехово-Зуевского района.
Пожары
В конце 19 века все дома в Цаплино были деревянные, крытые в основном дранью. Поэтому существовал большой риск пожаров. По страховым ведомостям 1888—1894 гг. каменные кладовые имеются у Ивана Максимовича Крутелева и Матвея Петровича Шибаева. Позже появилась общественная кладовая для хранения зимней одежды и документов от пожара. Из страховых ведомостей известно, что 16 июля 1892 в Цаплино сгорело 97 домов, то есть почти вся деревня выгорела.
В советские времена при въезде в деревню было пожарное депо. Возле здания на столбе висел колокол, в который звонили при пожаре. По всей деревне были доски для оповещения о пожаре. В 1972 году при сильных торфяных пожарах мужчины ночью дежурили, отслеживая приближение огня к деревне. Они ходили по улице и били в деревянные колотушки. Это значило, что всё в порядке.
Сейчас в деревне стоит некое подобие рынды, сделанное из рельсы.

## Население
Согласно информации, содержащейся в писцовой книге 1631 года, изначально в деревне никто не жил, а землю пустоши Чаплиной разрабатывал крестьянин деревни Сенькиной.
В 1675 г. в деревне 3 двора. В 1773 г. — 18 дворов (65 мужчин и 66 женщин). В 1800 г. — 23 дома (61 мужчина и 60 женщин). В 1811 г. — 27 дворов (немного более 100 жителей). В 1858 г. — 61 домохозяйство (259 мужчин: в возрасте от 18 до 60 лет — 125; 268 женщин: от 18 до 55 — 136). В 1862 г. — 61 двор (мужчин 264; женщин 272). В 1883 г. — 133 домовладения (мужчин 346, женщин 384). В 1902 г. — 161 дом (мужчин 478, женщин 456). В 1905 г. — 160 дворов (250 ревизских душ). В 1912 г. — 166 дворов. В 1915 г. — 184 двора..
В 1926 году в деревне проживало 802 человека (332 мужчины, 470 женщин), насчитывалось 199 хозяйств, из которых 186 было крестьянских. По переписи 2002 года — 187 человек (79 мужчин, 108 женщин).По переписи населения 2010 г. — 168 человек (74 мужчины, 94 женщины).
| 1926 | 2002 | 2006 | 2010 |
| ---- | ---- | ---- | ---- |
| 802  | ↘187 | ↘170 | ↘168 |

## Занятия Цаплинских жителей
В XVIII веке жители деревни Цаплино выращивали рожь, репу, гречу, овес, коноплю. Начинают сажать хмель, который затем стал самой урожайной и прибыльной сельскохозяйственной культурой в этих местах. К началу XX века все жители выращивали картофель и овёс на корм лошадям. Рожь и пшеницу не сажали. Более подробно о занятиях жителей деревни Цаплино известно с конца 19 века, когда в 1869—1871 гг. была сделана подворная перепись населения. Основная масса населения в то время занималось ткачеством нанки на дому. Нанка — сорт грубой хлопчатобумажной ткани из толстой пряжи, обычно жёлтого цвета (по имени города Нанкина в Китае. Дети часто помогали родителям, выполняя работы по размотке шпуль. В деревне было 4 красильни для крашения бумажных тканей, 2 мукомольни, 2 нанковых заведения (на 25 и 40 станков). Иван Иванов содержит трактир в Павловском Посаде, Давыд Иванов — гостиницу в селе Гуслицы. 2 семьи занимаются сапожным делом. Тимофей Сергеев выпекает печенье и кренделя на продажу. В этой переписи указываются только имена и отчества, поскольку фамилии у Цаплинских жителей появились только после 1883 года.
В 1890 г. красильными производствами в деревне владели: Иван Ефграфович Тихонов с зятем (15 рабочих), Матвей Петрович Шибаев (2 рабочих), Иван Максимович Крутелев (4 работника).
По данным Московской губернской управы (1909 г.) в Цаплино была красильня Ивана Ивановича Макарова (5 мужчин рабочих), существовавшая с 1873 года. Упоминается красильное и сновальное производство Василия Федотовича Яковлева (22 работника мужского пола), существует с 1865 г. В 1914 году Иван Васильевич Яковлев (сын В. Ф. Яковлева) владеет бумаго-ткацкой фабрикой (открылась в 1913 г.) и красильно-голландровым заведением (работников 87: 54 женщины и 33 мужчины)..
В 1926 г. в Цаплино имелось производство по выработке кожсырьевых изделий.
В советское время большинство жителей д. Цаплино работали на Митрохинской фабрике, входившей в Куровской меланжевый комбинат. Эта фабрика была построена в 1908 г. братьями Петрашёвыми. Им же она принадлежала до 1924 года. Один из братьев, Петрашёв Александр Петрович, проживал постоянно на фабрике и заведовал ею. Два других брата занимались сбытом и завозом сырья. В 1924 году, во время национализации фабрик, братья добровольно отдают фабрику государству. Петрашёв А. П. организует на фабрике артель — промысловое товарищество — и становится во главе его. Но вскоре он оставляет эту должность и работает в качестве главного инженера артели.
При образовании промысловой кооперации фабрика-артель вошла в состав Егорьевского межрайонного промыслового союза и стала носить название "Митрохинская ткацко-отделочная промысловая артель «Ткацкий станок». По рассказам старожилов земля, на которой построена фабрика, когда-то принадлежала некоему Митрохину, о коем ничего неизвестно. Вся местность называлась Митрохинской и фабрика — в том числе. В 1950 году Егорьевский раймежпромсоюз ликвидируется. Митрохинская промартель входит в состав промысловой кооперации «Мособлпромсовет» Московской области.
В 1960 году на основании Постановления Совета Министров РСФСР от 24 сентября 1960 года за № 1478 переведена в Госпредприятие местной промышленности «Мособлтекстильпрома». И стала называться «Митрохинская ткацко-отделочная фабрика». С 1 октября 1963 года объединена с Куровским меланжевым комбинатом и получает статус ткацкого производства № 2 Куровского меланжевого комбината.
Здание фабрики до сих пор сохранилось и находится в селе Ильинский Погост. Сегодня бывшая фабрика представляет собой Творческую усадьбу «Арт-Гуслица». Это международный культурно-образовательный центр, объединяющий представителей всех творческих профессий — архитекторов, музыкантов, художников, актёров, режиссёров и т. д.

## Религия
Многие жители Гуслиц и деревни Цаплино, в частности, были старообрядцами. В Цаплине была церковь Николая Чудотворца (обиходные названия: Никольская церковь, Николаевская церковь). Историческое исповедание — старообрядческое Белокриницкого согласия (белокриничники). Церковь была основана не позже начала XIX века, дата постройки последнего здания — 1906 год. Она представляла собой деревянный молитвенный дом окружнической общины, перестроенный в 1906 году. Второй престол — во имя Спаса Нерукотворного. Церковь  имела несколько глав, а на основной главе был большой световой барабан. В 60-е годы XIX века власти запечатали алтарь в церкви Николы, и она превратилась в старообрядческую моленную (они были почти в каждой гуслицкой деревне). После закрытия алтаря здание выставили на торги. Его выкупил и позже передал общине верующих старообрядец М. П. Шибаев. Позже держателем купчей на моленную и землю под ней был племянник Шибаева — Ф. Дорофеев. Брат Дорофеева, отец Епифаний, был священником. Ни здание моленной, ни сама старообрядческая община деревни не оформлялись официально. Община была зарегистрирована только в 1909 году. Церковь Николая Чудотворца в деревне Цаплино была закрыта в 1939 году, использовалась под склады, а позже разрушена.

## Образование
В 1909 г. по сведениям Московской губернской управы в Цаплино значится земское училище. В 1926 в Цаплино была школа 1-й ступени. Дом, отведённый под школу, принадлежал фабрикантам Петрашовым, которые владели фабриками в деревнях Цаплино и Митрохино.
С 1928 г. этот дом стал зданием начальной общеобразовательной школы. В первые годы существования школы, в ней обучалось 150 детей, 4 класса по 38-40 учеников в каждом. Директором школы работала Морозова Глафира Александровна. В 1967 г. здание школы было перестроено. В это время школу посещали 80 детей: 4 класса по 20 человек. Директор школы — Мамаева Евдокия Петровна. После её ухода на пенсию в 1986 году директором была назначена Шмелёва Светлана Ишимбаевна.
В свободном доступе есть публичный доклад МОУ «Цаплинская начальная школа» за 2008—2009 гг. Тогда в школе было 5 учеников. Лицензия на осуществление образовательной деятельности действовала до 29.09.2011 г.
В сводном реестре лицензий на сайте Рособрнадзора информации о лицензии, выданной МОУ «Цаплинская начальная школа» после 2011 г., нет. На сайте школы нет актуальной информации, а сам сайт Цаплинской начальной школы не указан в перечне сайтов образовательных учреждений Орехово-Зуевского района Московской области.

## Знаменитые уроженцы
Шибаев Евпл Елисеевич (1871 − 1937) — крестьянин Московской Губернии Богородского уезда деревни Цаплино. Начав в 1883 году карьеру на знаменитой Дулевской фарфоровой фабрике (Товарищество М. С. Кузнецова) в должности курьера, с 1903 года становится главным бухгалтером фабрики. Ещё через 8 лет, в 1911 г. назначен директором Рижской фабрики Товарищества Кузнецовых, а с 1916 года он занимает должность главного контролёра по всем фабрикам, торговле и снабжению сырьём всех фабрик в Правлении Товарищества М. С. Кузнецова. В неполном списке занимаемых Е. Е. Шибаевым вплоть до 1933 г. высоких должностей числятся следующие: Член Комитета Стеклофарфоровой промышленности, член правления объединённых фарфоровых фабрик ВСНХ, специалист и заведующий секцией «Продактсиликата» ВСНХ и «Союзстеклофарфора», заместитель зав. Оперативного сектора силикатно-лампового объединения Центросоюза, уполномоченный Росфарфора. Евпл Елисеевич Шибаев был репрессирован в 1937 году и умер в ссылке в Сибири, заболев чахоткой.
Макаров Кирилл Ермилович (? — 1931) — с 1920 по 1934 гг. старообрядческий епископ Владимирский и Иваново-Вознесенский (епископ Каллист). В августе 1920 года в переехал в Меленки Владимирской губернии, где прослужил до кончины.